# Guerra Civil do Laos
A Guerra Civil do Laos foi um conflito armado em Laos travado entre o Pathet Lao comunista e o Governo Real Laociano de 23 maio de 1959 até 2 de dezembro de 1975. É comumente associado a Guerra Civil do Camboja e a Guerra do Vietnã, com os dois lados recebendo apoio externo pesado das superpotências globais da Guerra Fria. Recebeu o epíteto de Guerra Secreta entre os veteranos dos paramilitares Hmong e da Divisão de Atividade Especiais da CIA.
Laos se tornou um teatro de operações para outros beligerantes durante a Guerra do Vietnã (1954-1975). Com os Acordos de Genebra de 1954,  naquele  ano, foi proclamada a sua independência da França mas, ao longo dos anos, desenvolvera-se uma rivalidade entre os centristas liderados por Souvanna, a ala direita liderada pelo príncipe Boun Oum de  Champassak e os de esquerda do Pathet Lao comandado por Souphanouvong e Kaysone Phomvihane, o futuro Primeiro-Ministro. Durante esse período, várias tentativas frustradas foram feitas para estabelecer uma coligação viável de governos, e uma "tri-coligação" foi oficialmente constituída na capital em Vientiane. Tanto os políticos direitistas como os esquerdistas receberam forte apoio externo das duas superpotências oponentes durante a Guerra Fria - EUA e URSS.
Os combates no Laos incluíram uma significativa participação das forças armadas do Vietnã do Norte, os Estados Unidos, a Tailândia e o Vietnã do Sul. Os norte-vietnamitas utilizaram a Trilha Ho Chi Minh como uma via de abastecimento para a guerrilha marxista do Viet Cong lançar as suas ofensivas ao Vietnã do Sul; o Pathet Lao e o Vietnã do Norte  sairam vitoriosos em 1975, como parte da vitória do comunismo na Indochina, no mesmo ano.